# Bill Kaulitz
Bill Kaulitz (* 1. září 1989 v Lipsku) je zpěvák a skladatel německé pop rockové skupiny Tokio Hotel. Působil také jako dabér.

## Život
Žil se svou matkou Simone, nevlastním otcem Gordonem Trümperem a o 10 minut starším jednovaječným dvojčetem Tomem v městečku Loitsche poblíž Magdeburku.
Později žil s Tomem v Hamburku, které je dle jeho slov nejhezčí město Německa. Nyní žijí dvojčata v LA, kam se podle svých slov přestěhovali kvůli stalkingu jisté skupiny psychicky narušených fanynek, které si říkají „Afghánky na turné”, a také neustálému obtěžování paparazzi.
Když bylo dvojčatům sedm let, jejich rodiče se rozvedli. Tom a Bill začali skládat hudbu ve zmíněných sedmi letech za podpory nevlastního otce Gordona Trümpera – kytaristy německé rockové kapely Fatun. Trümper kluky podnítil k založení vlastní v té době dvoučlenné kapely s názvem Black Questionmark, se kterou začali vystupovat v okolí Magdeburgu, avšak jejich zvuku poněkud chybělo větší spektrum hudebních nástrojů. Ve dvanácti letech se na vystoupení v Magdeburgu seznámili s Georgem Listingem (v té době čtrnáctiletým) – baskytaristou – a Gustavem Shäferem (v té době třináctiletým) – bubeníkem – a rozhodli se zformovat společnou kapelu Devilish, která se později přejmenovala na Tokio Hotel.
Skutečná sláva přišla až v roce 2003. Bill se ve svých třinácti letech zúčastnil soutěže Star Search (zpíval It’s Raining Man), ovšem neprošel sítem ve čtvrtfinále. Během vystupování si jej všiml producent Peter Hoffman. Pro kapelu toto fakticky znamenalo počátek jejich profesionální kariéry.
V roce 2008 si mladý Kaulitz na turné Zimmer 483 (Pokoj 483) po Evropě prošel ztrátou hlasu. Bez jakéhokoli oddechu odzpíval 43 koncertů. Na hlasivkách se mu vytvořila cysta, která musela být operativně odstraněna. Jeho hlas se povedlo zachránit. Čtrnáct dní po zákroku nemohl vůbec mluvit a i poté, co se mu hlas vrátil, se musel šetřit. Na pódium se ale vrátil ještě téhož roku a dosud neměl žádné další hlasové potíže.
Bill nepůsobí pouze v rámci kapely, ale také jako dabér: propůjčil hlas hlavnímu hrdinovi Arturovi ve filmu Arhtur a Minimojové I a II. Zajímá se také o módu – navrhuje své oblečení a příležitostně předvádí vesměs extravagantní kousky.
Oblečení na koncerty v rámci jejich posledního turné s názvem Welcome to the Humanoid city (Vítejte ve městě Humanoid) navrhl společně s duem milánských návrhářů DSquared2.

## Bill jako celebrita
Stal se zpěvákem i mozkem celé skupiny. I když je známý pro svůj extravagantní vzhled. Je to pravděpodobně nejznámější a nejpopulárnější člen skupiny Tokio Hotel. Bill je rád středem pozornosti, a také chce vždy zaujmout něčím novým.